# Comitatul Will, Illinois
Comitatul Will, conform originalului din limba engleză, Will County, este unul din cele 102 de comitate ale statului american Illinois. Conform Census 2000 populația totală era de 502.266 de locuitori. Sediul comitatului este localitatea Joliet. GR6.

## Descriere
Acest comitat este foarte populat întrucât este parte a Zonei metropolitane a orașului Chicago.  Comparativ cu anul 2000, în 2007, populația estimată a comitatului a cresut substanțial de la 502.266 la 673.586 locuitori, făcând din Will County unul dintre cele mai dinamice comitate din Statele Unite în termeni de creștere demografică. Porțiunea din comitat din împrejurimile orașului Joliet utilizează prefixele telefonice 815 și 779, 630 și 331 pentru nordul comitatului și 708 pentru estul acestuia.

## Geografie
Conform biroului de recensăminte al Statelor Unite ale Americii, United States Census Bureau, comitatul are o suparfață de 700 mile patrate, adică 1.812 km²), dintre care 694 mile pătrate sau 1.797 km² reprezintă uscat, iar restul de 6 mi², sau 15 km², este apă (0.84%).

## Demografie
|  | Graficele sunt indisponibile din cauza unor probleme tehnice. Mai multe informații se găsesc la Phabricator și la wiki-ul MediaWiki. |

Date: Wikidata - grafică realizată de Wikipedia